# Fred Hormain
Fred Hormain est un musicien français de jazz né à Thionville en 1977. Saxophoniste, multi-instrumentiste, arrangeur, compositeur et interprète. Il est membre du duo pop franco-letton Viņš un Viņa et se produit sur scène en solo sous le pseudonyme Mister Goldhand.

## Biographie[2]
Fred Hormain débute la musique dans l’harmonie municipale de Volmerange-les-Mines et y apprend le solfège, la clarinette et le saxophone. Après un court passage en section sport-étude handball du lycée Georges-de-la-Tour de Metz, il choisit finalement la musique à l’âge de seize ans. Après un baccalauréat économique et social, il étudie en parallèle le saxophone classique, puis jazz au conservatoire national de région de Metz, ainsi que la musicologie, la pédagogie et le chant choral à l’université, et au sein de l’Éducation nationale.
Après avoir été professeur de musique en collège, chef d’orchestre d’harmonie, puis intermittent du spectacle, il enseigne le saxophone à l’école de musique de Dudelange, et se forge une solide expérience au contact de musiciens internationaux comme Jamal Thomas, Candy Dulfer, Deniss Pashkevich, Laima Vaikule, Larry Graham, et joue dans de nombreux festivals reconnus comme le Petro Jazz Festival de Saint-Pétersbourg. Ces collaborations, lui font explorer les styles de musique les plus variés : pop, jazz, funk, electro ou rock. Au cours d’un concert à Ljubljana en 2006, il rencontre la saxophoniste classique lettone Ilze Lejiņa - sa future épouse - avec laquelle il crée le duo Viņš un Viņa.

## Discographie

### Albums
- 2008 – Introspection - Fred Hormain
- 2012 – Live from planet groove - Mister Goldhand
- 2014 – Viņš un Viņa - Viņš un Viņa
- 2019 – Christmas song - Viņš un Viņa
- 2022 – Spiritualité - Fred Hormain

### Albums avec différentes formations
- 2005 – Saxitude - Saxitude
- 2006 – Smile Baby - Funky P
- 2007 – Macadam Planet - 6Fun
- 2013 – Locomotion 69 - Locomotion 69
- 2014 – Bikutsi - Modestine Ekete
- 2020 – RetroFuture85 - Nicolas Berthe
- 2021 – FunCOOLio vol.2 - FunCOOLio
- 2023 - Ruslan Px & FunCOOLio Play Bossa

### Quelques exemples de collaboration
- Atkal Mājās avec Laima Vaikule
- Archie Lee Hooker avec Archie Lee Hooker
- Last blues from the 29 - Remo Cavallini

### Musique de film
- 2011 – Frames court métrage d’Adolf El Assal
- 2015 – A jamais de Muriel Brino, Aurore Weber
- 2017 – Django de Timbo Mehrstein & le Gypsy Jazz Ensemble